# آب‌انبار چاله‌سی نوش‌آباد
آب‌انبار چاله‌سی نوش‌آباد مربوط به دوره قاجار است و در شهر نوش‌آباد، جنب مسجد جامع واقع شده و این اثر در تاریخ ۱۰ خرداد ۱۳۸۲ با شمارهٔ ثبت ۹۰۱۹ به‌عنوان یکی از آثار ملی ایران به ثبت رسیده‌است.